# Unihockey-Weltmeisterschaft der Frauen 2021
Die 13. Unihockey-Weltmeisterschaft der Frauen fand vom 27. November bis 5. Dezember 2021 in Uppsala in Schweden statt. Die Schwedinnen konnten zum achten Mal in Folge die Unihockey-Weltmeisterschaften gewinnen.
Die Veranstaltung wurde von der International Floorball Federation ausgetragen.

## Veranstaltungsort

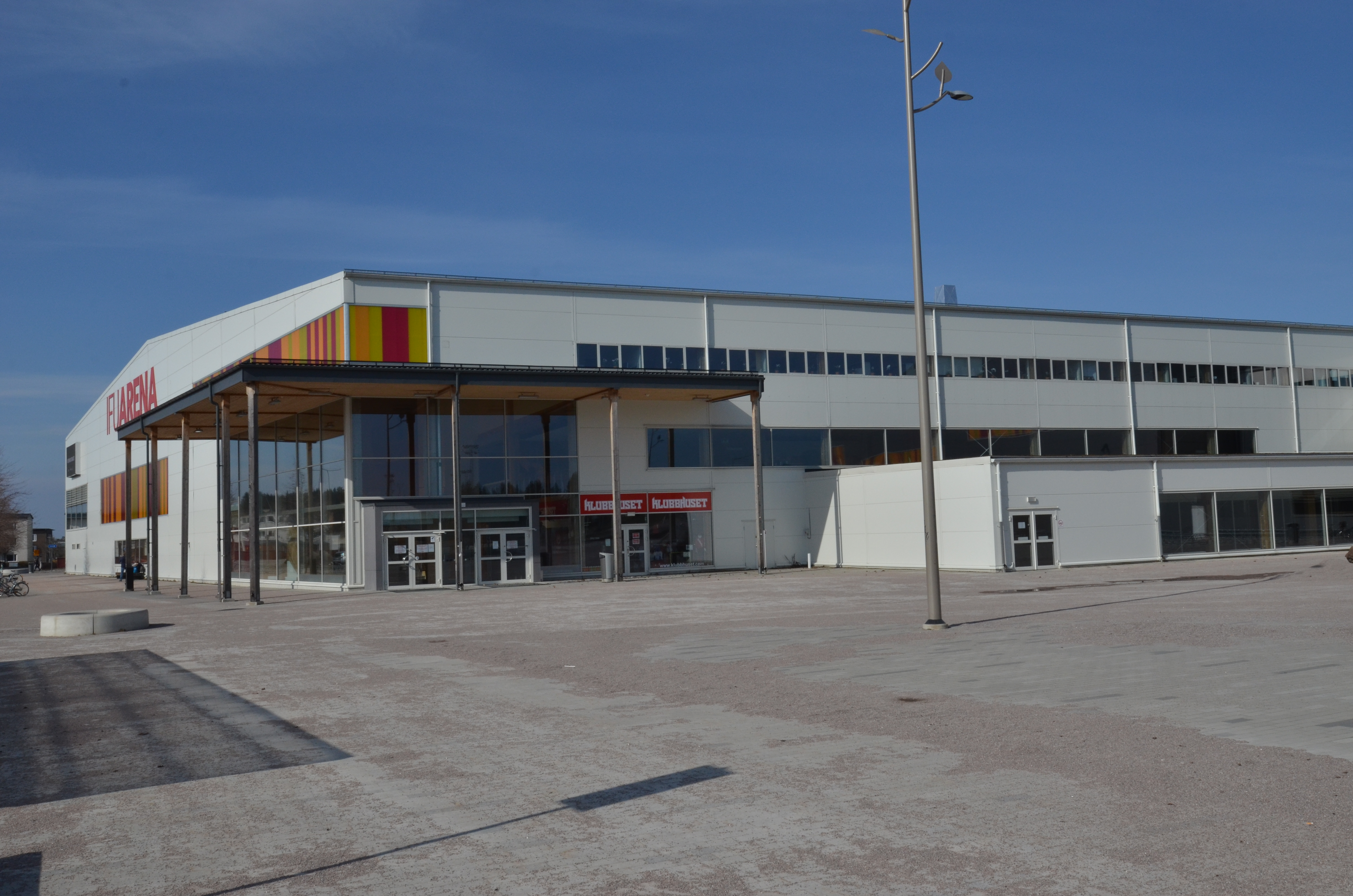
IFU Arena

Die Spiele der Unihockey-Weltmeisterschaft 2021 der Frauen fanden in der IFU Arena in Uppsala statt. In der 2016 eröffneten Halle tragen Storvreta IBK, IK Sirius IBK und Hagunda IF ihre Heimspiele aus. Die Haupthalle hat Platz für 2350 Zuschauer; daneben gibt es fünf weitere Spielplätze.

## Qualifikation
Die kontinentalen Qualifikationsturniere konnten wegen der COVID-19-Pandemie nicht durchgeführt werden. Die Teilnehmernationen wurden aufgrund ihres Rankings festgelegt. Schweden war als Gastgeber gesetzt. Japan und Australien konnten wegen Reiseeinschränkungen nicht teilnehmen und wurden durch Thailand und Italien ersetzt. Insofern waren mit Ausnahme von Italien und Russland, das unter neutraler Flagge antreten musste, die gleichen Teams dabei wie 2019 in Neuenburg.
Die 16 Plätze für die Endrunde hätten wie folgt vergeben sollen:
- Gastgeber: 1 Teilnehmer
- Europa: 11 Teilnehmer (inkl. Gastgeber Schweiz)
- Amerika: 1 Teilnehmer
- Asien und Ozeanien: 3 Teilnehmer

### Teilnehmer

Gastgeber
Qualifiziert
Ersatzteams
Nicht dabei

Der Gastgeber Schweden war automatisch qualifiziert.
| 12 aus Europa       | Schweden           | Finnland | Schweiz  | Tschechien  |
| inklusive Gastgeber | Lettland           | Slowakei | Polen    | Deutschland |
|                     | Norwegen           | Dänemark | Estland  | NFFR        |
| 1 aus Amerika       | Vereinigte Staaten |          |          |             |
| 3 aus Asien         | Australien         | Japan    | Singapur |             |
| 2 Ersatzteams       | Italien            | Thailand |          |             |

## Modus
Es wird in vier Gruppen à vier Teams gespielt werden. In Gruppe A und B spielten hierbei die acht in der Weltrangliste am besten platzierten Teilnehmer, in den Gruppen C und D die restlichen Teams. Die Auslosung der Teams in die Gruppen erfolgte am 22. Mai 2021 im Schloss Uppsala nach folgendem Schema.
|  | Direkt für das Viertelfinale qualifiziert |
|  | Für Playoff-Runde qualifiziert            |

| Gruppe A  | Gruppe B  | Gruppe C    | Gruppe D    |
| --------- | --------- | ----------- | ----------- |
| Platz 1–4 | Platz 1–4 | Platz 9–12  | Platz 9–12  |
| Platz 1–4 | Platz 1–4 | Platz 9–12  | Platz 9–12  |
| Platz 5–8 | Platz 5–8 | Platz 13–16 | Platz 13–16 |
| Platz 5–8 | Platz 5–8 | Platz 13–16 | Platz 13–16 |

Die beiden Erstplatzierten der Gruppen A und B qualifizierten sich nach der Gruppenphase direkt für das Viertelfinale, die Dritt- und Viertplatzierten spielten eine Playoff-Runde gegen die beiden Erstplatzierten der Gruppen C und D. Die Sieger dieser Playoff-Runde qualifizierten sich ebenfalls für das Viertelfinale.

## Auslosung
Die Teams wurden gemäß ihrer Platzierung in der Weltrangliste in vier Töpfe aufgeteilt. (In Klammern die aktuelle Position.)
| Topf 1         | Topf 2          | Topf 3          | Topf 4                  |
| -------------- | --------------- | --------------- | ----------------------- |
| Schweden (1)   | Slowakei (5)    | Norwegen (9)    | Singapur (14)           |
| Schweiz (2)    | Polen (6)       | Dänemark (10)   | Italien (21) *          |
| Finnland (3)   | Lettland (7)    | Estland (11)    | Vereinigte Staaten (16) |
| Tschechien (4) | Deutschland (8) | Thailand (15) * | NFFR (17)               |

### Gruppen
Die Mannschaften wurden nacheinander beginnend mit Topf 4 aus den Töpfen gezogen. Die Mannschaften aus Topf 3 und 4 wurden alternierend auf Gruppe C und D verteilt, die Mannschaften der Töpfe 1 und 2 auf Gruppe A und B. Die Auslosung ergab folgende Gruppen.
| Gruppe A   | Gruppe B    | Gruppe C           | Gruppe D |
| ---------- | ----------- | ------------------ | -------- |
| Schweiz    | Schweden    | Dänemark           | Norwegen |
| Tschechien | Finnland    | Thailand           | Estland  |
| Polen      | Slowakei    | Italien            | Singapur |
| Lettland   | Deutschland | Vereinigte Staaten | NFFR     |

## Gruppenspiele

### Gruppe A
| Platz | Land       | Sp | S | U | N | +  | -  | Pkt |
| ----- | ---------- | -- | - | - | - | -- | -- | --- |
| 1.    | Tschechien | 3  | 3 | 0 | 0 | 19 | 04 | 6   |
| 2.    | Schweiz    | 3  | 2 | 0 | 1 | 21 | 07 | 4   |
| 3.    | Polen      | 3  | 1 | 0 | 2 | 10 | 16 | 2   |
| 4.    | Lettland   | 3  | 0 | 0 | 3 | 04 | 27 | 0   |

| 27. November 2021 19:30 |  | Tschechien Karolina Sucha, Michaela Mlejnkova, Pavlina Bacova, Eliska Krupnova, Vendula Berankova | 5:2 (1:1, 1:0, 3:1) Spielbericht | Schweiz Julia Suter, Michelle Wiki, Isabelle Gerig | IFU Arena A, Uppsala Zuschauer: 245 |

| 28. November 2021 10:00 |  | Polen | 6:4 (3:1, 2:1, 1:2) Spielbericht | Lettland | IFU Arena A, Uppsala Zuschauer: 88 |

| 28. November 2021 16:00 |  | Schweiz Corin Rüttimann (2), Michelle Wiki (2), Chiara Gredig, Nathalie Spichiger, Lea Hanimann, Julia Suter, Isabelle Gerig, Anja Wyss, Flurina Marti (3) | 13:0 (4:0, 3:0, 6:0) Spielbericht | Lettland | IFU Arena A, Uppsala Zuschauer: 45 |

| 28. November 2021 19:00 |  | Tschechien | 6:2 (2:0, 1:2, 3:0) Spielbericht | Polen | IFU Arena A, Uppsala Zuschauer: 105 |

| 30. November 2021 13:00 |  | Lettland | 0:8 (0:4, 0:2, 0:2) Spielbericht | Tschechien | IFU Arena A, Uppsala Zuschauer: 123 |

| 30. November 2021 19:45 |  | Schweiz Corin Rüttimann, Nathalie Spichiger, Michelle Wiki (3), Flurina Marti | 6:2 (3:1, 1:1, 2:0) Spielbericht | Polen Malwina Zagoska (2) | IFU Arena A, Uppsala Zuschauer: 307 |

### Gruppe B
| Platz | Land        | SP | S | U | N | +  | -  | Pkt |
| ----- | ----------- | -- | - | - | - | -- | -- | --- |
| 1.    | Schweden    | 3  | 3 | 0 | 0 | 51 | 06 | 6   |
| 2.    | Finnland    | 3  | 2 | 0 | 1 | 25 | 11 | 4   |
| 3.    | Slowakei    | 3  | 1 | 0 | 2 | 11 | 29 | 2   |
| 4.    | Deutschland | 3  | 0 | 0 | 3 | 0  | 41 | 0   |

| 27. November 2021 17:00 |  | Schweden | 22:3 (8:1, 6:1, 8:1) Spielbericht | Slowakei | IFU Arena A, Uppsala Zuschauer: 1123 |

| 27. November 2021 10:30 |  | Deutschland | 0:15 (0:4, 0:6, 0:5) Spielbericht | Finnland | IFU Arena B, Uppsala Zuschauer: 149 |

| 28. November 2021 15:30 |  | Schweden | 20:0 (11:0, 7:0, 2:0) Spielbericht | Deutschland | IFU Arena A, Uppsala Zuschauer: 814 |

| 28. November 2021 18:15 |  | Slowakei | 2:7 (1:2, 0:3, 1:2) Spielbericht | Finnland | IFU Arena A, Uppsala Zuschauer: 118 |

| 29. November 2021 13:00 |  | Slowakei | 6:0 (3:0, 3:0, 0:0) Spielbericht | Deutschland | IFU Arena A, Uppsala Zuschauer: 26 |

| 30. November 2021 17:05 |  | Finnland | 3:9 (0:3, 1:4, 2:2)) Spielbericht | Schweden | IFU Arena A, Uppsala Zuschauer: 2209 |

### Gruppe C
| Platz | Land               | Sp | S | U | N | +  | -  | Pkt |
| ----- | ------------------ | -- | - | - | - | -- | -- | --- |
| 1.    | Dänemark           | 3  | 3 | 0 | 0 | 33 | 07 | 6   |
| 2.    | Vereinigte Staaten | 3  | 2 | 0 | 1 | 30 | 15 | 4   |
| 3.    | Thailand           | 3  | 1 | 0 | 2 | 12 | 19 | 2   |
| 4.    | Italien            | 3  | 0 | 0 | 3 | 02 | 36 | 0   |

| 27. November 2021 14:00 |  | Vereinigte Staaten | 6:9 (1:3, 1:2, 4:4) Spielbericht | Dänemark | IFU Arena A, Uppsala Zuschauer: 340 |

| 28. November 2021 12:00 |  | Italien | 2:5 (0:3, 1:1, 1:1) Spielbericht | Thailand | IFU Arena B, Uppsala Zuschauer: 190 |

| 29. November 2021 12:00 |  | Vereinigte Staaten | 16:0 (7:0, 4:0, 5:0) Spielbericht | Italien | IFU Arena B, Uppsala Zuschauer: 185 |

| 29. November 2021 15:00 |  | Dänemark | 9:1 (3:1, 3:0, 3:0) Spielbericht | Thailand | IFU Arena B, Uppsala Zuschauer: 175 |

| 30. November 2021 12:00 |  | Thailand | 6:8 (0:5, 4:0, 1:3) Spielbericht | Vereinigte Staaten | IFU Arena B, Uppsala Zuschauer: 597 |

| 30. November 2021 15:00 |  | Dänemark | 15:0 (8:0, 4:0, 3:0) Spielbericht | Italien | IFU Arena B, Uppsala Zuschauer: 253 |

### Gruppe D
| Platz | Land     | Sp | S | U | N | +  | -  | Pkt |
| ----- | -------- | -- | - | - | - | -- | -- | --- |
| 1.    | Norwegen | 3  | 3 | 0 | 0 | 22 | 06 | 6   |
| 2.    | NFFR     | 3  | 1 | 1 | 1 | 14 | 14 | 3   |
| 3.    | Estland  | 3  | 1 | 0 | 2 | 07 | 20 | 2   |
| 4.    | Singapur | 3  | 0 | 1 | 2 | 10 | 13 | 1   |

| 27. November 2021 12:00 |  | Singapur | 3:4 (0:2, 2:0, 1:2) Spielbericht | Estland | IFU Arena B, Uppsala Zuschauer: 121 |

| 27. November 2021 15:00 |  | NFFR | 3:7 (2:1, 0:2, 1:4) Spielbericht | Norwegen | IFU Arena B, Uppsala Zuschauer: 323 |

| 28. November 2021 12:45 |  | Estland | 1:11 (1:2, 0:3, 0:6) Spielbericht | Norwegen | IFU Arena A, Uppsala Zuschauer: 123 |

| 28. November 2021 15:00 |  | Singapur | 5:5 (1:2, 3:1, 1:2) Spielbericht | NFFR | IFU Arena B, Uppsala Zuschauer: 93 |

| 29. November 2021 18:00 |  | Norwegen | 4:2 (1:0, 0:0, 3:2) Spielbericht | Singapur | IFU Arena B, Uppsala Zuschauer: 105 |

| 30. November 2021 18:00 |  | Estland | 3:6 (1:1,0:3, 2:2) Spielbericht | NFFR | IFU Arena B, Uppsala Zuschauer: 283 |

## Platzierungsspiele Plätze 13–16
| 1. Dezember 2021 12:00 |  | Estland | 16:0 (5:0, 4:0, 7:0) Spielbericht | Italien | IFU Arena B, Uppsala Zuschauer: 77 |

| 1. Dezember 2021 15:00 |  | Thailand | 1:2 (0:1, 1:0, 0:0, 0:1) Spielbericht | Singapur | IFU Arena B, Uppsala Zuschauer: 207 |

### Spiel um Platz 15
| 2. Dezember 2021 9:15 |  | Italien | 5:10 (2:3, 2:5, 1:2) Spielbericht | Thailand | IFU Arena A, 54 Zuschauer: 1151 |

### Spiel um Platz 13
| 2. Dezember 2021 12:15 |  | Estland | 2:1 (1:1, 0:0, 1:0) Spielbericht | Singapur | IFU Arena A, Uppsala Zuschauer: 45 |

## Platzierungsspiele Plätze 9–12
| 2. Dezember 2021 12:00 |  | Vereinigte Staaten | 0:13 (0:4, 0:5, 0:4) Spielbericht | Lettland | IFU Arena B, Uppsala Zuschauer: 93 |

| 2. Dezember 2021 15:00 |  | NFFR Marija Kitajeva, Elizaveta Nadeeva | 2:3 (0:1, 1:0, 1:1, 0:1) Spielbericht | Deutschland Theresa Beppler-Alt, Winona Jürgens, Luisa Diesener | IFU Arena B, Uppsala Zuschauer: 147 |

### Spiel um Platz 11
| 3. Dezember 2021 10:00 |  | Vereinigte Staaten | 2:17 (0:6, 0:5, 2:6) Spielbericht | NFFR | IFU Arena A, Uppsala Zuschauer: 47 |

### Spiel um Platz 9
| 3. Dezember 2021 13:00 |  | Lettland Simona Grapena (4), Anna Ankudinova (2), Evelina Garbare | 7:5 (1:1, 2:2, 4:2) Spielbericht | Deutschland Julia Diesener, Ina Jensen (2), Anna-Lena Best (2) | IFU Arena A, Uppsala Zuschauer: 104 |

## Platzierungsspiele Plätze 5–8
| 4. Dezember 2021 11:30 |  | Norwegen | 4:5 (1:2, 2:2, 1:1) Spielbericht | Slowakei | IFU Arena B, Uppsala Zuschauer: 115 |

| 4. Dezember 2021 12:00 |  | Dänemark | 4:7 (3:2, 0:5, 1:0) Spielbericht | Polen | IFU Arena A, Uppsala Zuschauer: 223 |

### Spiel um Platz 7
| 5. Dezember 2021 10:30 |  | Dänemark | 2:3 (0:0, 1:1, 1:1, 0:1) Spielbericht | Norwegen | IFU Arena A, Uppsala Zuschauer: 194 |

### Spiel um Platz 5
| 5. Dezember 2021 |  | Polen | 4:3 (0:1, 3:2, 1:0) Spielbericht | Slowakei | IFU Arena B, Uppsala Zuschauer: 74 |

## Finalrunde

### Playoff-Runde
| 1. Dezember 2021 10:00 |  | Lettland | 6:9 (1:5, 2:3, 3:1) Spielbericht | Norwegen | IFU Arena A, Uppsala Zuschauer: 197 |

| 1. Dezember 2021 13:00 |  | Deutschland Kisa Reck (3), Katharina Meyer, Anna-Lena Best | 4:5 n.PS. (1:0, 1:1, 2:3, 0:0, 1:2) Spielbericht | Dänemark Mathilde Christensen (2), Klara Fjorder, Frida Mainz Olsson, Laura de Fries, Cecilia Di Nardo | IFU Arena A, Uppsala Zuschauer: 278 |

| 1. Dezember 2021 16:00 |  | Slowakei | 20:0 (4:0, 6:0, 10:0) Spielbericht | Vereinigte Staaten | IFU Arena A, Uppsala Zuschauer: 107 |

| 1. Dezember 2021 19:00 |  | Polen | 7:3 (0:2, 2:1, 5:0) Spielbericht | ROC | IFU Arena A, Uppsala Zuschauer: 102 |

### Viertelfinale
| 2. Dezember 2021 15:15 |  | Finnland | 14:0 (8:0, 1:0, 5:0) Spielbericht | Polen | IFU Arena A, Uppsala Zuschauer: 178 |

| 2. Dezember 2021 18:00 |  | Schweden | 13:0 (3:0, 8:0, 2:0) Spielbericht | Norwegen | IFU Arena A, Uppsala Zuschauer: 1812 |

| 3. Dezember 2021 16:00 |  | Tschechien | 7:5 (2:2, 4:3, 1:0) Spielbericht | Dänemark | IFU Arena A, Uppsala Zuschauer: 296 |

| 3. Dezember 2021 19:00 |  | Schweiz Nathalie Spichiger, Michelle Wiki (2), Corin Rüttimann (3), Flurina Marti, Lisa Liechti, Isabelle Gerig (3), Anja Wyss | 12:1 (3:0, 5:1, 4:0) Spielbericht | Slowakei Laura Chupekova | IFU Arena A, Uppsala Zuschauer: 314 |

### Halbfinale
| 4. Dezember 2021 15:45 |  | Schweden Emelie Wibron (2), Moa Gustafsson, Moa Tschöp (2), Amanda Delgado Johansson (3), Ida Sundberg, Wilma Johansson (3), Klara Loneberg, Jonna Sjoberg, Maja Vistrom | 14:1 (4:0, 6:0, 4:1) Spielbericht | Schweiz Isabelle Gerig | IFU Arena A, Uppsala Zuschauer: 2351 |

| 4. Dezember 2021 19:55 |  | Tschechien Karolina Sucha, Eliska Krupnova (2), Michaela Mlejnkova | 4:5 (3:2, 0:1, 1:2) Spielbericht | Finnland Oona Kauppi (2), Veera Kauppi (2), My Kippila | IFU Arena A, Uppsala Zuschauer: 1588 |

### Spiel um Platz 3
| 5. Dezember 2021 13:00 |  | Schweiz Corin Rüttimann (2), Isabelle Gerig, Michelle Wiki (2) | 5:2 (2:0, 2:2, 1:0) Spielbericht | Tschechien Michaela Kubeckova, Vendula Berankova | IFU Arena A, Uppsala Zuschauer: 1847 |

### Finale
| 5. Dezember 2021 16:30 |  | Schweden Ellen Backstedt, Wilma Johansson, Ellen Rasmussen, Emelie Wibron | 4:3 (3:1, 0:1, 0:1, 1:0) Spielbericht | Finnland Veera Kauppi (2), Sara Piispa | IFU Arena A, Uppsala Zuschauer: 2587 |

## Abschlussplatzierungen
| RF | Team               |
| -- | ------------------ |
| 1  | Schweden           |
| 2  | Finnland           |
| 3  | Schweiz            |
| 4  | Tschechien         |
| 5  | Polen              |
| 6  | Slowakei           |
| 7  | Norwegen           |
| 8  | Dänemark           |
| 9  | Lettland           |
| 10 | Deutschland        |
| 11 | NFFR               |
| 12 | Vereinigte Staaten |
| 13 | Estland            |
| 14 | Singapur           |
| 15 | Thailand           |
| 16 | Italien            |

## Medaillengewinnerinnen
| WeltmeisterSchweden | Torhüterinnen: Matilda Ostlund Visen, Frida Gortz – Verteidigung: Moa Tschöp, Klara Molin, Jonna Sjöberg, Lisa Carlsson, Julia Persson Sidklev, Ida Sundberg, Emelie Wibron – Sturm: Amanda Johansson Delgado, Klara Loneberg, Ellen Rasmussen, Sandra Boric Svard, Cajsa Elm, Maja Vistrom, Wilma Johansson, Ellen Backstedt, Moa Gustafsson, Cornelia Fjellstedt, Moa Anderson Cheftrainer: Asa Karlson Assistenztrainer: Per Tjusberg, Josefina Eiremo |
| Silber Finnland     | Torhüterinnen: Tiltu Siltanen, Krista Nieminen – Verteidigung: Sanni Nieminen, Laura Rantanen, Laura Manninen, Elli Kylmaluoma, Inka Lampinen, My Kippilä – Sturm: Sara Piispa, Iida Mettala, Silja Eskelinen, Daniela Westerlund, Meri-Hemli Hoynala, Johanna Homi, Ella Sundström, Oona Kauppi, Veera Kauppi, Hanna Niemela, Jenna Saario, Sofia Leino Cheftrainer: Lasse Kurronen Assistenztrainer: Aki Vilander, Jukka Ruotsalainen                   |
| Bronze Schweiz      | Torhüterinnen: Monika Schmid, Lara Heini – Verteidigung: Brigitte Mischler, Céline Stettler, Tanja Stella, Flurina Marti, Lisa Liechti, Chiara Gredig – Sturm: Mirjam Hintermann, Andrea Gämperli, Michelle Wiki, Doris Berger, Julia Suter, Lea Hanimann, Isabelle Gerig, Corin Rüttimann, Nadia Cattaneo, Nathalie Spichiger, Vivien Kühne, Anja Wyss Cheftrainer: Rolf Kern Assistenztrainer: Kari Koskelainen, Jakob Lieske                           |

## Statistik

### Beste Scorerinnen
Quelle: IFF; Abkürzungen: Sp = Spiele, T = Tore, A = Assists, Pkt = Punkte, SM = Strafminuten; Fett: Turnierbestwert
| Spielerin          | Mannschaft         | Sp | T  | A  | Pkt | SM |
| ------------------ | ------------------ | -- | -- | -- | --- | -- |
| Veera Kauppi       | Finnland           | 6  | 15 | 5  | 20  | 0  |
| Moa Tschöp         | Schweden           | 6  | 4  | 16 | 20  | 0  |
| Wilma Johansson    | Schweden           | 6  | 9  | 10 | 16  | 4  |
| Emelie Wibron      | Schweden           | 6  | 11 | 6  | 17  | 0  |
| Marija Kitajeva    | NFFR               | 6  | 13 | 2  | 15  | 2  |
| Cecilia Di Nardo   | Dänemark           | 7  | 7  | 8  | 15  | 0  |
| Corin Rüttimann    | Schweiz            | 6  | 8  | 6  | 14  | 2  |
| Frida Mainz Olsson | Dänemark           | 7  | 7  | 7  | 14  | 0  |
| Ellen Rasmussen    | Schweden           | 6  | 6  | 7  | 13  | 4  |
| Michelle Linhart   | Vereinigte Staaten | 6  | 8  | 4  | 12  | 0  |

### Beste Torhüterinnen
Quelle: IFF; Abkürzungen: Sp = Spiele, S = Saves, T = Tore, % = Fangquote; Fett: Turnierbestwert
| Spielerin             | Mannschaft | Sp | S  | T  | %     |
| --------------------- | ---------- | -- | -- | -- | ----- |
| Maiken Ellis          | Norwegen   | 7  | 7  | 1  | 87,50 |
| Frida Gortz           | Schweden   | 6  | 19 | 3  | 86,36 |
| Matilda Ostlund Visen | Schweden   | 6  | 43 | 7  | 86,00 |
| Krista Nieminen       | Finnland   | 6  | 60 | 10 | 85,71 |

### Weitere Kennzahlen zum Turnier
Dem Turnier wohnten insgesamt 21.207 Zuschauer teil. Insgesamt wurden 4883 Eintrittskarten verkauft.
Am Fernsehen wurden Spiele der WM in 14 Ländern live ausgestrahlt. In Schweden schauten 4,6 Millionen Personen die auf SVT ausgestrahlten Spiele.
Alle Spiele waren live auf YouTube zu sehen. In 983.600 Sitzungen (Views) wurden 207.884 Stunden geschaut mehr als 8661 Tage.
Die IFF-Mobile-App wurde während des Turniers von 8300 Personen genutzt.